# Dombach (Bad Camberg)
Dombach ist der kleinste Stadtteil von Bad Camberg im mittelhessischen Landkreis Limburg-Weilburg.

## Geographische Lage
Dombach liegt im östlichen Hintertaunus, in einer Höhenlage von 300 Meter über NN, rund vier Kilometer östlich der Kernstadt Bad Camberg entfernt. Die Kreisstadt Limburg an der Lahn liegt rund 20 Kilometer im Nordwesten.
Die höchsten Erhebungen in der Gemarkung sind der Stückelberg nordöstlich des Orts mit 510 Meter über NN und der Salzlackerkopf mit 465 Meter über NN. Durch den Ort fließt der Dombach, der oberhalb des Dorfes zwischen den Taunushöhen entspringt und talabwärts durch das Dombachtal in Richtung Schwickershausen fließt und in Erbach in den Emsbach mündet.
Dombach liegt in einer von Nordwest nach Südost gestreckten Zone aus landwirtschaftlich genutzter Fläche. An den Rändern der Gemarkung steigt das Gelände an und ist mit Wald bedeckt. Die Gemarkung wird im Westen und Norden von der Kernstadt Bad Camberg umschlossen, grenzt im Osten an Riedelbach und damit an den Hochtaunuskreis sowie im Süden an Würges.
Geologisch wird das Gelände von schieferhaltiger Grauwacke mit Quarzgängen dominiert.

## Geschichte

### Ortsgeschichte
Die älteste bekannte schriftliche Erwähnung von Dombach erfolgte im Jahr 1481.
Dabei handelte es sich um einen Güterverkauf eines Hermann von Duninbach gemeinsam mit einem Trutmann von Erbach an das Kloster Gnadenthal. Der Name des Orts ist auch als Dodenbach überliefert, was vermutlich auf eine Erhebung namens „Totenkopf“ zurückgeht, an der der Dombach entspringt.
Neben der Kirche ist das alte Rathaus das prägende Gebäude des Ortes. Es wurde 1757 erstmals erwähnt, 1762 wurde der Uhrenturm angebaut. Das Fachwerkgebäude diente zunächst auch als Schulhaus mit Lehrerwohnung und wird deshalb auch „Alt Schul“ genannt. Von 1897, als ein neues Schulgebäude fertiggestellt war, bis 1970 war es Dienstort des Dombacher Bürgermeisters. 1980 wurde das alte Rathaus renoviert.
Die ältere Kirche St. Wendelin wurde 1477 erbaut. Seit 1840 bildet Dombach zusammen mit Schwickershausen eine Pfarrei. An der Stelle der alten Kirche entstand von 1873 bis 1876 ein neuer Kirchenbau. Am 13. Februar 1940 brannte diese Pfarrkirche bis auf die Außenmauern ab. Zu Ostern 1941 wurde die wieder aufgebaute Kirche geweiht.
Ein weiteres historisches Gebäude ist das von 1865 bis 1866 errichtete Pfarrhaus gegenüber der Kirche. Von 1871 bis zu seinem Tod am 3. November 1890 lebte dort der Pfarrer und Dichter Franz Alfred Muth, dessen Grab sich an der Kirchenmauer befindet.
Die ersten Anordnungen der Verhütung eines Brandes im Zusammenhang mit häuslichen Feuerstätten in Textform im Kurfürstentum Trier vom 9. Mai 1721 führten auch in Dombach zu erheblichen Verbesserungen der Bauweise der Gebäude.
Im Jahr 1908 erhielt das Dorf eine erste Wasserleitung, ein Jahr später den ersten Telefonanschluss. Im Mittelalter hatte Dombach an einem Überlandweg von Bad Camberg ins Weiltal gelegen. Später wurde die Verbindung an die Weil nicht mehr genutzt und die Stichstraße erst im Jahr 1951 wieder bis nach Rod an der Weil ausgebaut.
Hessische Gebietsreform (1970–1977)
Zum 1. Januar 1974 wurde die bis dahin selbständige Gemeinde Dombach im Zuge der Gebietsreform in Hessen kraft Landesgesetz in die Stadt Camberg als Stadtteil eingegliedert.
Für den Stadtteil wurde ein Ortsbezirk mit Ortsbeirat und Ortsvorsteher nach der Hessischen Gemeindeordnung eingerichtet.

### Verwaltungsgeschichte im Überblick
Die folgende Liste zeigt die Staaten und Verwaltungseinheiten, denen Dombach angehört(e):
- vor 1803: Heiliges Römisches Reich, Amt Camberg (Kurfürstentum Trier, Unteres Erzstift und Fürstentum Diez  jeweils zur Hälfte)
- ab 1803: Heiliges Römisches Reich, Fürstentum Nassau-Weilburg,[Anm. 2] Amt Camberg
- ab 1806: Herzogtum Nassau,[Anm. 3] Amt Camberg
- ab 1816: Herzogtum Nassau, Amt Idstein
- ab 1849: Herzogtum Nassau, Kreisamt Idstein[Anm. 4]
- ab 1854: Herzogtum Nassau, Amt Idstein
- ab 1867: Norddeutscher Bund,[Anm. 5] Königreich Preußen,[Anm. 6] Provinz Hessen-Nassau, Regierungsbezirk Wiesbaden, Untertaunuskreis[Anm. 7]
- ab 1871: Deutsches Reich, Königreich Preußen, Provinz Hessen-Nassau, Regierungsbezirk Wiesbaden, Untertaunuskreis
- ab 1886: Deutsches Reich, Königreich Preußen, Provinz Hessen-Nassau, Regierungsbezirk Wiesbaden, Kreis Limburg
- ab 1918: Deutsches Reich (Weimarer Republik), Freistaat Preußen, Provinz Hessen-Nassau, Regierungsbezirk Wiesbaden, Kreis Limburg
- ab 1944: Deutsches Reich, Freistaat Preußen, Provinz Nassau, Landkreis Limburg
- ab 1945: Amerikanische Besatzungszone,[Anm. 8] Groß-Hessen, Regierungsbezirk Wiesbaden, Kreis Limburg
- ab 1946: Amerikanische Besatzungszone, Land Hessen, Regierungsbezirk Wiesbaden, Landkreis Limburg
- ab 1949: Bundesrepublik Deutschland, Land Hessen, Regierungsbezirk Wiesbaden, Landkreis Limburg
- ab 1968: Bundesrepublik Deutschland, Land Hessen, Regierungsbezirk Darmstadt, Landkreis Limburg
- ab 1974: Bundesrepublik Deutschland, Land Hessen, Regierungsbezirk Darmstadt, Landkreis Limburg-Weilburg, Stadt Bad Camberg[Anm. 9]
- ab 1981: Bundesrepublik Deutschland, Land Hessen, Regierungsbezirk Gießen, Landkreis Limburg-Weilburg, Stadt Bad Camberg

## Bevölkerung

### Einwohnerentwicklung
| Dombach: Einwohnerzahlen von 1834 bis 2019 | Dombach: Einwohnerzahlen von 1834 bis 2019 | Dombach: Einwohnerzahlen von 1834 bis 2019 | Dombach: Einwohnerzahlen von 1834 bis 2019 | Dombach: Einwohnerzahlen von 1834 bis 2019 |
| --- | ------------------------------------------ | ------------------------------------------ | ------------------------------------------ | ------------------------------------------ |
| Jahr |                                            |                                            |                                            | Einwohner                                  |
| 1834 | 1834                                       |                                            | 328                                        | 328                                        |
| 1840 | 1840                                       |                                            | 350                                        | 350                                        |
| 1846 | 1846                                       |                                            | 349                                        | 349                                        |
| 1852 | 1852                                       |                                            | 343                                        | 343                                        |
| 1858 | 1858                                       |                                            | 346                                        | 346                                        |
| 1864 | 1864                                       |                                            | 313                                        | 313                                        |
| 1871 | 1871                                       |                                            | 312                                        | 312                                        |
| 1875 | 1875                                       |                                            | 342                                        | 342                                        |
| 1885 | 1885                                       |                                            | 315                                        | 315                                        |
| 1895 | 1895                                       |                                            | 272                                        | 272                                        |
| 1905 | 1905                                       |                                            | 250                                        | 250                                        |
| 1910 | 1910                                       |                                            | 238                                        | 238                                        |
| 1925 | 1925                                       |                                            | 240                                        | 240                                        |
| 1939 | 1939                                       |                                            | 197                                        | 197                                        |
| 1946 | 1946                                       |                                            | 314                                        | 314                                        |
| 1950 | 1950                                       |                                            | 300                                        | 300                                        |
| 1956 | 1956                                       |                                            | 247                                        | 247                                        |
| 1961 | 1961                                       |                                            | 214                                        | 214                                        |
| 1967 | 1967                                       |                                            | 226                                        | 226                                        |
| 1970 | 1970                                       |                                            | 233                                        | 233                                        |
| 1987 | 1987                                       |                                            | 307                                        | 307                                        |
| 1993 | 1993                                       |                                            | ?                                          | ?                                          |
| 1998 | 1998                                       |                                            | 366                                        | 366                                        |
| 2005 | 2005                                       |                                            | 382                                        | 382                                        |
| 2011 | 2011                                       |                                            | 369                                        | 369                                        |
| 2015 | 2015                                       |                                            | 350                                        | 350                                        |
| 2019 | 2019                                       |                                            | 336                                        | 336                                        |
| Datenquelle: Historisches Gemeindeverzeichnis für Hessen: Die Bevölkerung der Gemeinden 1834 bis 1967. Wiesbaden: Hessisches Statistisches Landesamt, 1968. Weitere Quellen: LAGIS; ab 1970: Stadt Camberg; Zensus 2011 |                                            |                                            |                                            |                                            |

### Einwohnerstruktur 2011
Nach den Erhebungen des Zensus 2011 lebten am Stichtag dem 9. Mai 2011 in Dombach 369 Einwohner. Darunter waren 9 (2,4 %) Ausländer.
Nach dem Lebensalter waren 48 Einwohner unter 18 Jahren, 159 zwischen 18 und 49, 108 zwischen 50 und 64 und 54 Einwohner waren älter.
Die Einwohner lebten in 168 Haushalten. Davon waren 51 Singlehaushalte, 60 Paare ohne Kinder und 45 Paare mit Kindern, sowie 9 Alleinerziehende und 3 Wohngemeinschaften. In 30 Haushalten lebten ausschließlich Senioren und in 126 Haushaltungen lebten keine Senioren.

### Historische Religionszugehörigkeit
| • 1885: | 315 katholische (= 100,00 %) Einwohner                                     |
| • 1961: | 009 evangelische (= 4,21 %), 205 römisch-katholische (= 95,79 %) Einwohner |

## Politik
Für Dombach besteht ein Ortsbezirk (Gebiet der ehemaligen Gemeinde Dombach) mit Ortsbeirat und Ortsvorsteher, nach Maßgabe der §§ 81 und 82 HGO und des Kommunalwahlgesetzes in der jeweils gültigen Fassung gebildet.
Der Ortsbeirat für Dombach besteht aus fünf Mitgliedern. Bei den Kommunalwahlen in Hessen 2021 betrug die Wahlbeteiligung zum Ortsbeirat 61,05 %. Alle Mitglieder gehören der „Dombacher Bürgerliste an“. Der Ortsbeirat wählte Stephan Nowak zum Ortsvorsteher. 
Nach dessen Rücktritt wurde Robert Seiferth am 18. September 2023 zum Ortsvorsteher gewählt.

## Kultur und Sehenswürdigkeiten

### Vereine
Der älteste Verein Dombachs ist der Gesangverein Eintracht, der 1885 gegründet wurde. 1960 wurde der Sportclub Dombach gegründet, der vor allem Fußballspiele betreibt. Die Freiwillige Feuerwehr Dombach hat sich im Jahr 1975 gegründet und ihr gehört seit dem 22. Dezember 1995 die Jugendfeuerwehr an.
Im August 2009 wurde der Verein Dombacher Geschichte(n) gegründet, der sich zur Aufgabe gemacht hat, Informationen über die Dombacher Geschichte zu veröffentlichen und eine Chronik herauszugeben.

### Bauwerke
Für die denkmalgeschützten Kulturdenkmäler des Ortes siehe Liste der Kulturdenkmäler in Dombach.

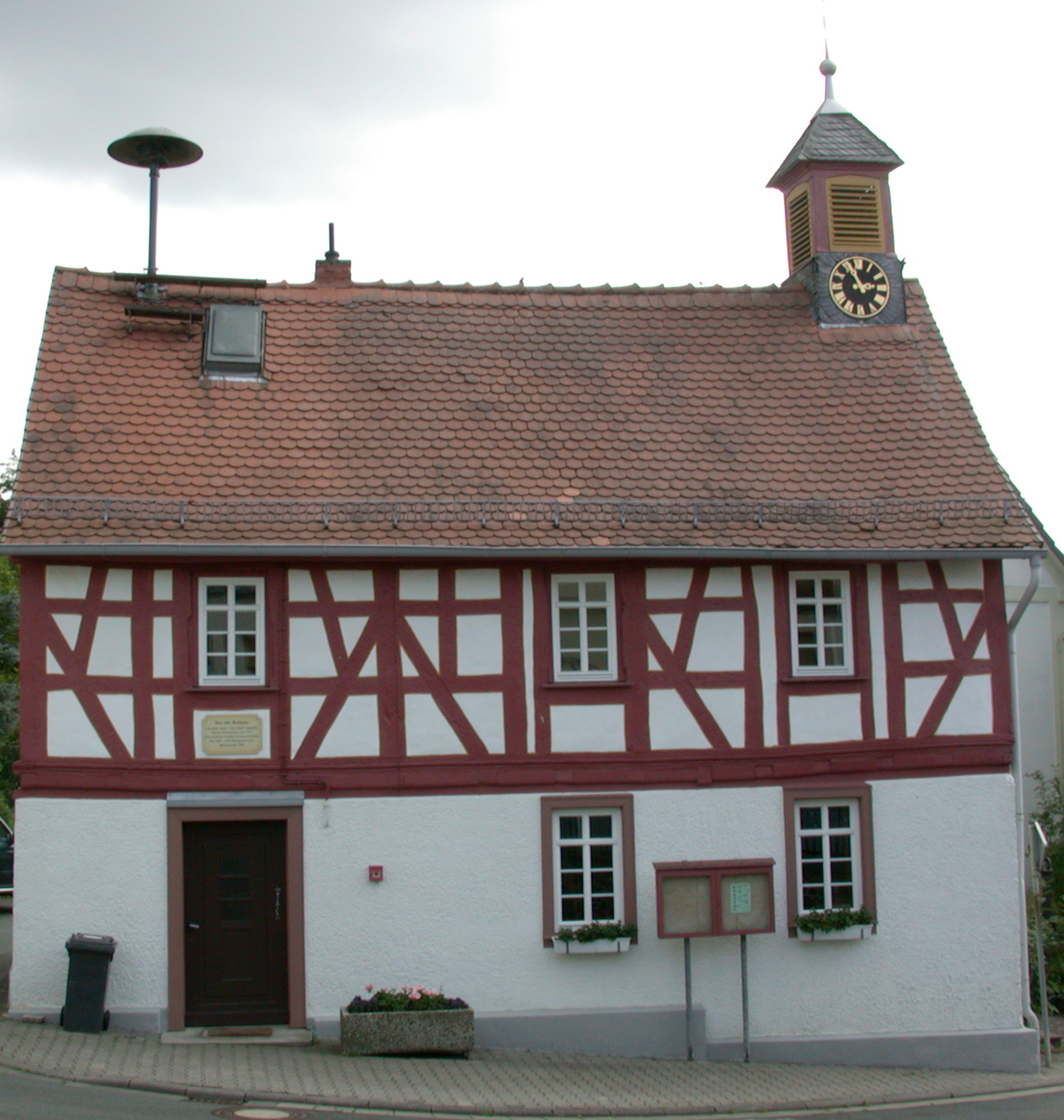
Altes Rathaus, Traufseite
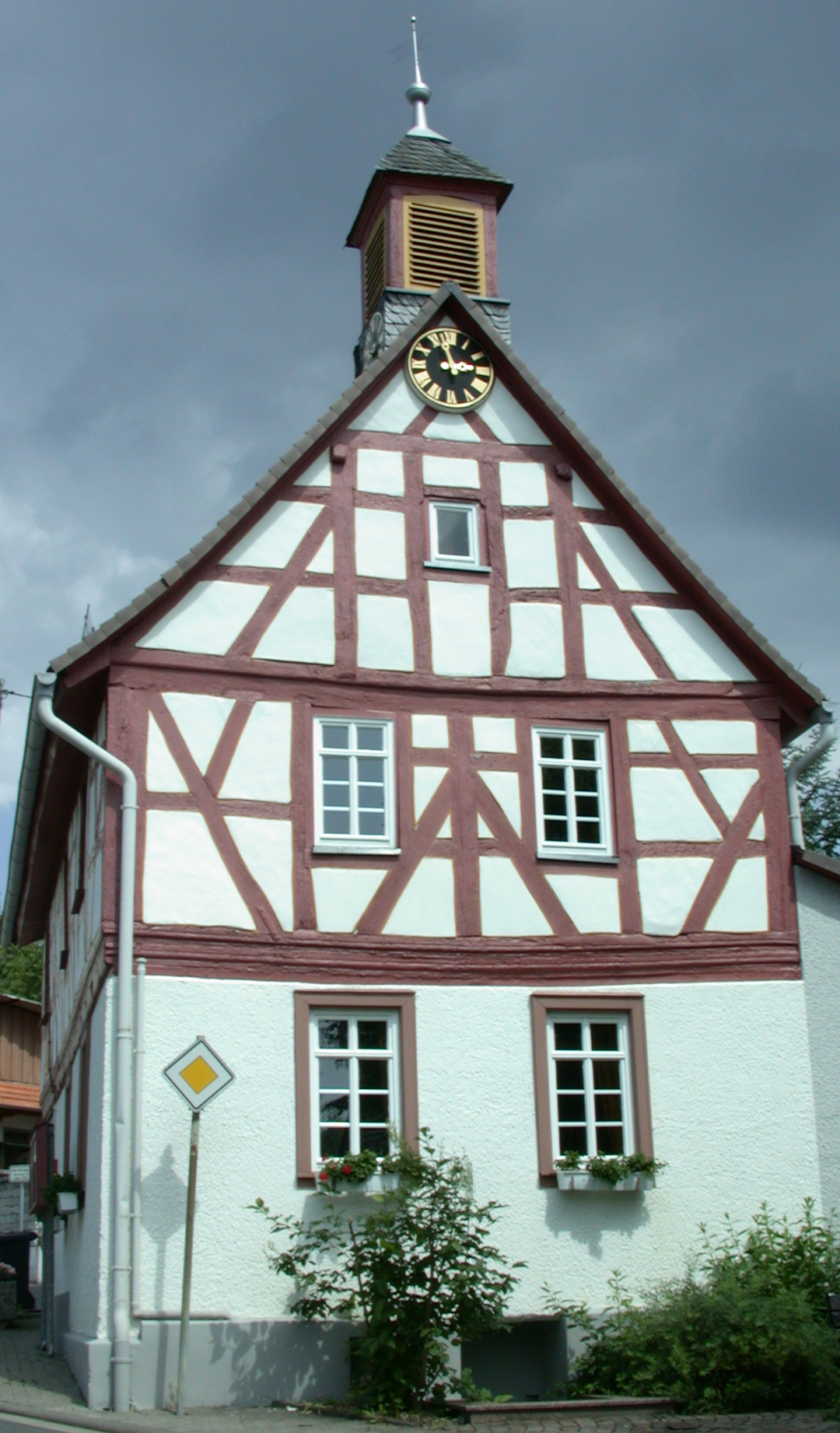
Altes Rathaus, Giebelseite
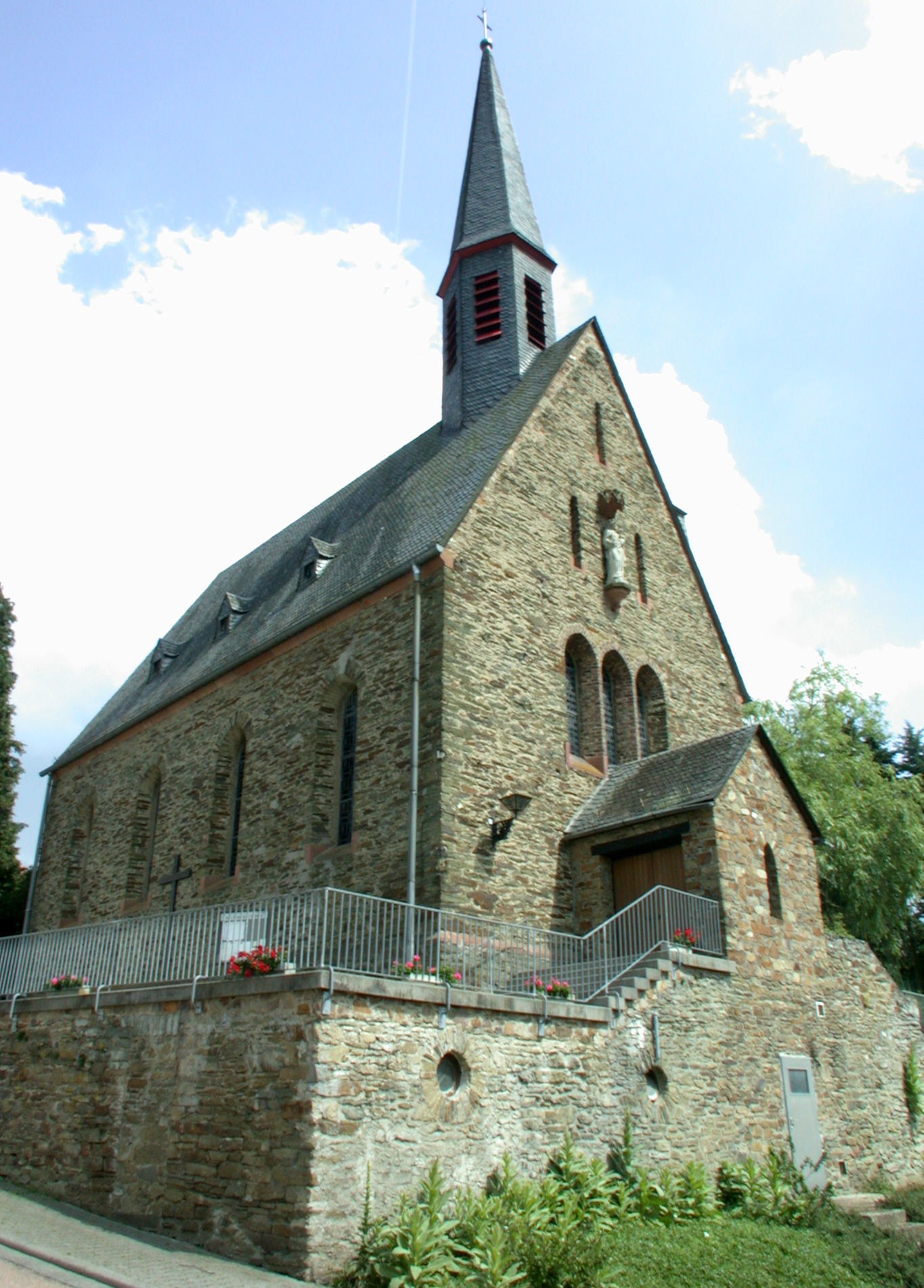
Pfarrkirche St. Wendelin
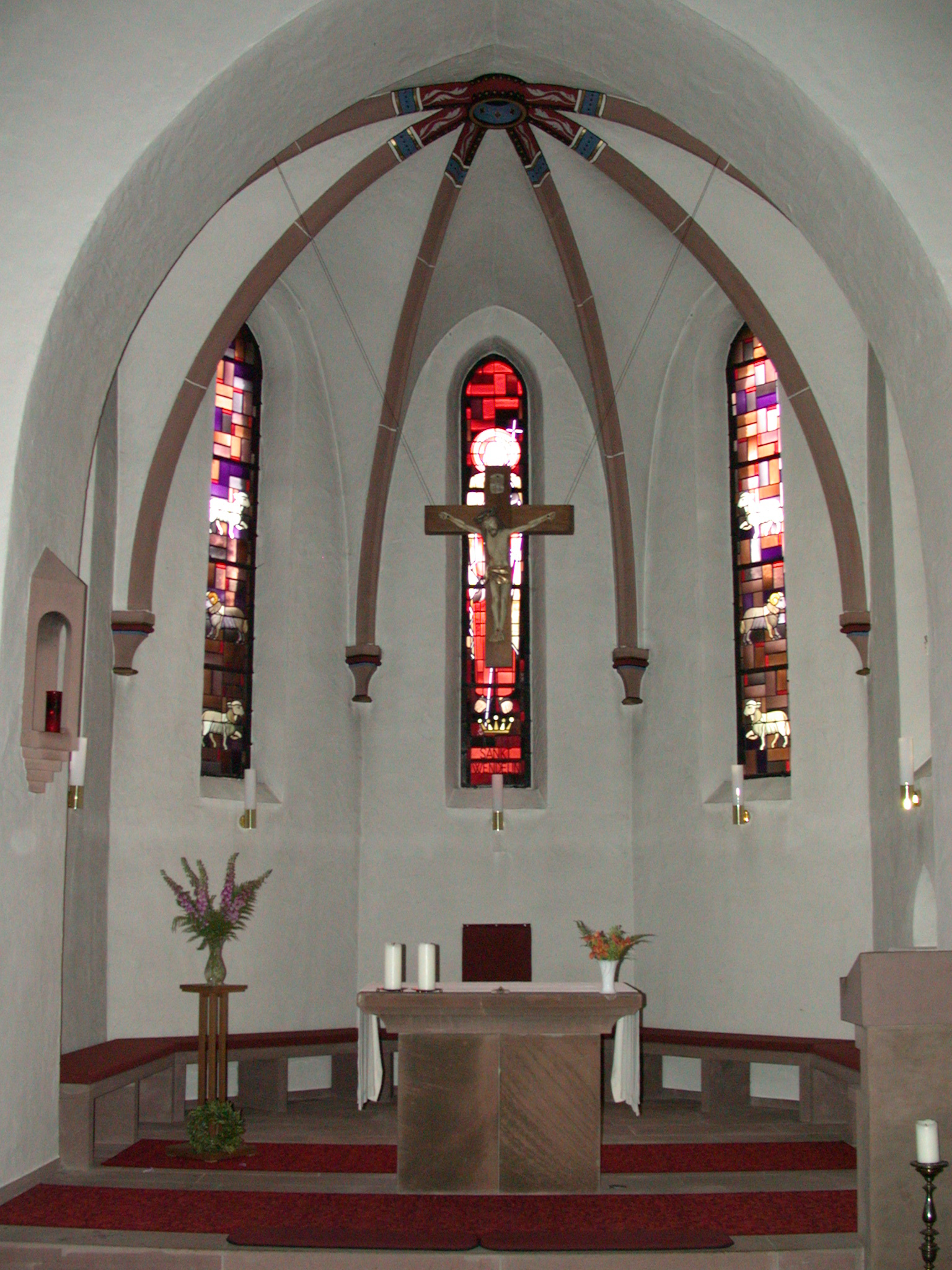
Altarraum von St. Wendelin

## Infrastruktur
Seit dem Jahr 1975 sorgt die Freiwillige Feuerwehr Dombach (ab 22. Dezember 1995 mit Jugendfeuerwehr) für den abwehrenden Brandschutz und die allgemeine Hilfe in diesem Ort.